# Cattuari
I Cattuarii o Attuarii (latino: Chattuarii) erano una popolazione germanica facente parte della confederazione dei Franchi.

## Storia
Originariamente erano insediati a oriente della parte settentrionale del Reno, a occidente dei Chatti, poi chiamati Turingi, e a sud dei Bructeri. Nel V secolo molti di loro passarono il Reno e si insediarono nell'area tra il Reno e la Mosa settentrionale.
A partire dal VII secolo fecero parte dei Franchi Ripuari.